# جورج تاكر (عازف جاز)
جورج تاكر (بالإنجليزية: George Tucker)‏ هو عازف جاز أمريكي، ولد في 10 ديسمبر 1927 في بالاتكا في الولايات المتحدة، وتوفي في 10 أكتوبر 1965 في نيويورك في الولايات المتحدة بسبب نزف مخي.

## وصلات خارجية
- جورج تاكر على موقع ميوزك برينز (الإنجليزية)
- جورج تاكر على موقع أول ميوزيك (الإنجليزية)
- جورج تاكر على موقع ديسكوغز (الإنجليزية)